# Participación juvenil
La participación juvenil (youth participation en inglés) es el compromiso activo de los jóvenes en sus propias comunidades. A menudo se usa como una abreviatura para la participación juvenil en muchas formas, incluyendo la toma de decisiones, deportes, escuelas y cualquier actividad en la que los jóvenes no estén históricamente comprometidos. El concepto participación juvenil (youth participation), acuñado en los Estados Unidos por la Comisión Nacional de Recursos para la Juventud con fondos gubernamentales y de la Fundación Ford, surgió en la década de los 70.

## Moneda
La youth participation, también llamada participación juvenil, ha sido utilizada por agencias gubernamentales, investigadores, educadores y otros para definir y examinar la participación activa de los jóvenes en las escuelas, los deportes, el gobierno, el desarrollo comunitario y la actividad económica.

En 1975, la Comisión Nacional de Recursos para la Juventud en los Estados Unidos definió la youth participation como:
. . . La youth participation es la participación de los jóvenes en acciones responsables y desafiantes que satisfacen necesidades genuinas, con oportunidades para la planificación y / o la toma de decisiones que afectan a otros en una actividad cuyo impacto o consecuencia se extiende a otros, es decir, fuera o más allá de los jóvenes participantes. . Otras características deseables de la participación juvenil son la provisión para la reflexión crítica sobre la actividad participativa y la oportunidad para el esfuerzo grupal hacia una meta común.
En 1995, la Asociación Canadiense de Salud Mental (CMHA) estableció una definición de participación juvenil significativa como:
La participación significativa de los jóvenes implica reconocer y fomentar las fortalezas, intereses y habilidades de los jóvenes a través de la provisión de oportunidades reales para que los jóvenes se involucren en las decisiones que los afectan a nivel individual y sistémico.
 En 2006, el Programa Juvenil de la Commonwealth y UNICEF comentaron: "Como hay muchos tipos de procesos de desarrollo, culturas e individuos únicos en el mundo, la participación no es un fenómeno único. Hay varias definiciones de participación. Sin embargo, un concepto básico de participación es que las personas son libres de involucrarse en procesos sociales y de desarrollo y que la auto-participación es activa, voluntaria e informada ".
La plataforma para que los jóvenes se involucren ha seguido aumentando en la sociedad contemporánea, sin embargo, no se puede ver que estas oportunidades amplifiquen la voz de los jóvenes en la sociedad.

## Modelos
Existen varios modelos de participación juvenil que pueden seguirse cuando se intenta involucrar a los jóvenes en la toma de decisiones o en la actuación para el cambio. 
Marc Jans y Kurt De Backer presentan el Triángulo de la participación juvenil. Esto sugiere que los jóvenes se involucren activamente con la sociedad cuando se les presenten tres dimensiones específicas; en primer lugar deben tener algo para desafiar. Después de esto, deben sentir que tienen la capacidad de hacer una diferencia y finalmente deben poder conectarse con otros para abordar el problema de manera efectiva.
La Escalera de participación de Hart es un modelo que se puede utilizar al desarrollar y trabajar en proyectos de participación juvenil. Su objetivo es permitir que los jóvenes participen activamente en la toma de decisiones y darles la oportunidad de tener una "voz" en la sociedad. 
Hart afirma que hay 8 pasos en la "Escalera de participación". En los primeros tres pasos, la manipulación, la decoración y el tokenismo, se considera no involucrar a los jóvenes en la participación activa, sino que proporcionen una vía para avanzar hacia las otras etapas de la participación. En los siguientes cinco pasos después de esto se analiza cómo integrar completamente a los jóvenes en el proceso de toma de decisiones y cómo involucrarlos activamente. Estos pasos evolucionan porque el siguiente paso es que el adulto organice un evento para que los jóvenes se ofrezcan como voluntarios (jóvenes asignados pero no informados). Después de esto, las opiniones de los jóvenes tendrán cierta influencia en las decisiones tomadas y recibirán retroalimentación sobre estas opiniones (los jóvenes son consultados e informados). El siguiente paso consiste en que los adultos presenten la idea inicial y que los jóvenes tomen los pasos necesarios para implementarla con sus propias ideas y organización (iniciada por adultos, poder compartido con los jóvenes). El penúltimo paso mira a los jóvenes que tienen pleno poder y licencia creativa sobre sus ideas y proyectos (los jóvenes lideran e inician las acciones). El paso final analiza la fusión de algunos de los últimos pasos, ya que los jóvenes inician la idea e invitan a los adultos a unirse, lo que conduce a una asociación equitativa. (Jóvenes y adultos comparten la toma de decisiones.) 

## Ejemplos
En estas formas, las actividades de participación juvenil pueden incluir: 
- Consejos juveniles
- Investigación de acción participativa.
- Medios dirigidos por jóvenes
- Organizaciones políticas dirigidas a los jóvenes

La participación de los jóvenes a menudo requiere cierta medida de la voz del estudiante o de la voz de los jóvenes, así como asociaciones de jóvenes / adultos . Los resultados a menudo se miden por objetivos de desarrollo juvenil, resultados académicos o rendimientos del capital social . Pueden adoptar la forma de compromiso cívico, derechos de la juventud o equidad intergeneracional. 

## Espectros de actividades
Trabajando en nombre de UNICEF, en 1992 el sociólogo Roger Hart creó un modelo para pensar en la participación juvenil como un continuo de actividades. Bajo el título de "Escalera de participación", este espectro identifica ocho tipos de participación juvenil que van desde el tokenismo y la manipulación hasta la participación de los jóvenes como socios .  Adam Fletcher, del Proyecto Freechild, identificó un rango de participación juvenil en el cambio social a través de su "Ciclo de compromiso". David Driskell, otro investigador afiliado a la ONU, ha identificado varios "pasos" hacia la participación juvenil, mientras que Daniel Ho-Sang ha analizado modelos de acuerdo con un continuo horizontal.

## La forma de aprender de las comunidades indígenas americanas
En algunas comunidades indígenas de América, los niños son vistos como participantes legítimos y tienen acceso a aprender para tener un impacto importante en su comunidad. Su gran participación en los esfuerzos familiares les permite observar y experimentar las habilidades que necesitarán como miembros de la comunidad. Los niños pueden aprender porque tienen la oportunidad de colaborar con todos en la comunidad. También están ansiosos por participar y tomar la iniciativa de participar en eventos familiares y comunitarios.
A diferentes edades, los niños realizan una variedad de tareas en su comunidad. En la comunidad maya yucateca de México, independientemente de la edad, se puede ver a cada miembro participando de alguna forma en los esfuerzos diarios de su familia. A la edad de 18 meses, Mari es la hija más joven de su familia. Mari imita a su madre usando una hoja para fregar el taburete como lo hace su madre. La madre de Mari la observa agradablemente mientras ella continúa limpiando los muebles. Aunque es muy joven, su madre agradece su entusiasmo por participar en los esfuerzos diarios de la familia.
Los niños indígenas de San Pedro participan en actividades como juegos, lecciones, trabajo y conversación independiente, con familiares y miembros de la comunidad de diferentes edades. Los niños de dos a tres años se integran en actividades con sus mayores. Por ejemplo, muchos niños de dos a tres años hacen mandados en la comunidad y venden fruta u otros bienes. Esto les brinda a los niños una mayor accesibilidad a los esfuerzos de sus mayores y mayores oportunidades de aprender habilidades útiles. 
Alrededor de los tres años, los niños indígenas mayas de San Pedro, Guatemala se involucran en trabajos de adultos como la agricultura, la cocina y el cuidado. A esa edad, observan lo que otros hacen a su alrededor, pero aproximadamente a los cinco años comienzan a ayudar directamente, haciendo diligencias por su cuenta. Los niños mayas aprenden al estar muy involucrados en el trabajo de los adultos. 
En la comunidad de Chillihuani, en los altos Andes peruanos, a una edad temprana, los niños de alrededor de cuatro años contribuyen con su familia haciendo diligencias y ayudando a cuidar a los hermanos más pequeños. Víctor, de cuatro años, contribuye a su familia haciendo recados y ayudando a cuidar a sus dos hermanas menores, trayendo los pañales de su madre, saliendo a sacar el polvo de pequeñas mantas y sosteniendo sus teteros mientras sus hermanas beben leche. Esto permite que los niños observen, escuchen y aprendan para que puedan contribuir significativamente en esos esfuerzos a medida que crecen. 
A medida que los niños crecen, pueden asumir mayores responsabilidades. Además, a medida que sus habilidades mejoran, los niños pueden tomar la iniciativa en diferentes actividades. En Guadalajara, México, se reporta regularmente que los niños de entre nueve y diez años toman la iniciativa y contribuyen en las tareas y actividades del hogar, como limpiar la casa. Esta iniciación permite que los niños se involucren más con su comunidad. Por ejemplo, en Yucatán, México, los jóvenes de apenas quince años se harán cargo del campo de su padres para cultivarlo, lo que ayuda mucho a su familia. Los niños toman la iniciativa por interés y participan en todo lo que pueden. 
En un experimento, los hermanos de ascendencia mexicana con antepasados indígenas fueron invitados a construir un juguete juntos. Pudieron aprender a construir el juguete trabajando juntos, considerando las ideas de otros y combinando sus métodos. Este estudio muestra que ser parte de la comunidad a una edad temprana les permite aprender valores importantes como la participación y la contribución que llevan a cabo en sus propias actividades. 
En muchas comunidades indígenas americanas, los niños se consideran participantes contribuyentes legítimos. Los niños se integran en los esfuerzos diarios de la familia y la comunidad. Tienen un mayor acceso a diversas oportunidades para observar y aprender, lo que hace que tengan un impacto significativo en su familia y en su comunidad.